# Larsia
Larsia is een muggengeslacht uit de familie van de Dansmuggen (Chironomidae).

## Soorten
- L. atrocincta (Goetghebuer, 1942)
- L. berneri Beck and Beck, 1966
- L. canadensis Bilyj, 1984
- L. curticalcar (Kieffer, 1918)
- L. decoloratus (Malloch, 1915)
- L. lyra (Sublette, 1964)
- L. marginellus (Malloch, 1915)
- L. planensis (Johannsen, 1946)
- L. sequoiaensis (Sublette, 1964)